# Suitmation
Suitmation (スーツメーション, Sūtsumēshon ?) è un termine originariamente utilizzato in Giappone per una tecnica tokusatsu (effetti speciali) per ritrarre un daikaiju (mostro gigante) utilizzando un attore con un costume da mostro su set realizzati utilizzando modelli e altri materiali facilmente ottenibili in un negozio di hobbistica. Sebbene l'origine del termine non sia del tutto nota, si dice che il termine sia stato utilizzato per differenziare questa tecnica dall'animazione stop-motion "Dynamation" del mago degli effetti speciali Ray Harryhausen.
Eiji Tsuburaya, il pioniere degli effetti speciali giapponese, ha stabilito lo standard per Suitmation, a partire dal suo lavoro sui numerosi film classici di Godzilla e altri tokusatsu
film kaiju della Toho Company Ltd. Altri studi, tra cui Daiei Motion Picture Company, Toei Company Ltd. e persino la Tsuburaya Productions di Eiji Tsuburaya, hanno continuato a ritrarre mostri giganti (e persino supereroi e robot giganti) nei film e in televisione utilizzando la tecnica Suitmation. La tecnica iniziò ad evolversi man mano che gli artisti enfatizzavano i grandi dettagli. I team di progettazione a volte sono composti solo da una o due persone e lo sviluppo degli abiti può richiedere molto tempo. Negli Stati Uniti , il termine venne associato ai film di serie B e fu spesso usato per sottolineare la sdolcinatezza dei "tute di gomma". Quando l'industria cinematografica statunitense divenne fortemente dipendente dalla CGI e presto considerò le "tecniche classiche" obsolete, il Giappone perfezionò ulteriormente l'arte e, quando la CGI fu integrata, tirò fuori di più dai costumi. Shinji Higuchi divenne famoso per il suo uso sia della CGI che degli abiti in tutta la trilogia Gamera di Daiei alla fine degli anni '90. Negli Stati Uniti, artisti degli effetti come Steve Wang, Rick Baker, Stan Winston e una manciata di altri continuarono ancora a utilizzare le tradizionali tecniche di effetti pratici e trattarono lo stile come una forma d'arte, dedicandosi ai dettagli e al realismo preciso dei costumi. Winston in particolare ha rivoluzionato gli effetti speciali combinando animatronici, costumi e pupazzi con la CGI per creare effetti ancora più convincenti in film come Jurassic Park. Questo metodo era ed è ancora utilizzato nei famosi programmi di Jim Henson Sesame Street, The Muppet Show e Dinosaurs; e nel programma per bambini di TV Globo TV Colosso. Negli anni 2010, i film tokusatsu che utilizzavano l'adattamento in Giappone erano diventati sempre meno comuni, con l'industria cinematografica giapponese che stava gradualmente migliorando l'uso della CGI. Il prossimo film Gamera della Kadokawa promette addirittura di ritrarre i suoi mostri completamente attraverso la CGI. Nel 2015, Toho ha pubblicato un adattamento live-action in due parti della serie manga e anime Attack on Titan, diretto e con effetti speciali da Shinji Higuchi. Higuchi ha scelto di ritrarre le creature Titano con attori coperti di trucco e protesi aumentate con CGI, mentre il Titano Colossale è stato ritratto con un gigantesco "vestito" (in realtà un grande busto della parte superiore del corpo azionato da tre persone) anch'esso aumentato con CGI. Anche il prossimo film di Toho, Godzilla: Resurgence, presenta effetti speciali di Higuchi e si prevede che faccia uso di tecniche simili.
La maggior parte dei costumi utilizzati nella realizzazione di abiti vengono creati utilizzando un metodo chiamato "Foam Fabrication". Questo processo è cambiato man mano che la tecnologia a disposizione dei tecnici è cambiata.
- Nell'era Showa, gli abiti iniziarono come modelli e piani della creatura basati sull'attore dell'abito e sul design. Quindi, i motivi vengono convertiti in fogli di schiuma per tappezzeria che vengono tagliati, incollati e scolpiti nella creatura. Una volta completata la struttura in schiuma, l'esterno viene ricoperto con adesivo a contatto (una colla flessibile utilizzata nell'industria e utilizzata per incollare la schiuma) e quindi la struttura della pelle viene inserita con strumenti di legno e aggiungendo altri pezzi di schiuma. Infine, la tuta viene sigillata con alcuni strati di lattice liquido (una gomma naturale ricavata dagli alberi) e uno strato di vernice. Le teste erano solitamente realizzate con argilla ricoperta di schiuma, colla e lattice.
- Nell'era Heisei, le teste e la pelle delle tute erano solitamente in realtà calchi in lattice provenienti da stampi in pietra realizzati su sculture di argilla.
- Nella serie Millenuim è stata utilizzata una combinazione di entrambe le tecniche, ma con parti in lattice espanso colate in stampi invece del lattice normale.

In ogni caso, le tute erano molto, molto estenuanti, soprattutto nei giorni pionieristici delle tute, quando gli studi cinematografici erano molto caldi. Lo stuntman medio poteva durare solo tre minuti prima di sentirsi troppo a disagio. Le condizioni migliorarono quando gli studi furono dotati di aria condizionata. In Godzilla 2000: Millennium, un tubo per l'ossigeno era attaccato alla coda di Godzilla, che si infilava fino al collo in modo che l'attore potesse respirare.
Gli attori in costume per i supereroi tokusatsu come Ultraman di solito indossavano un costume in lattice aderente simile a una muta. Il casco era originariamente realizzato in lattice e successivamente in fibra di vetro. Un set di batterie nella tuta faceva illuminare gli occhi e ColorTimer. I supereroi Toei avevano vari tipi di materiali per i costumi, dalla pelle al vinile al tessuto. A partire da Kagaku Sentai Dynaman, gli eroi di Sentai indossano spandex. I caschi sono realizzati in fibra di vetro e hanno clip laterali per bloccarli in posizione. Successivamente, i caschi avevano le clip nascoste per un aspetto più liscio, sebbene i caschi imitazioni utilizzati per lavori promozionali e apparizioni dal vivo mantengano le clip esterne.